# 2006 في فنزويلا
فيما يلي قوائم الأحداث التي وقعت خلال عام 2006 في فنزويلا.

## سياسة

### انتهاء فترة المنصب
- 1 يناير – خوسيه إغناثيو رودريغيز Mister Venezuela [الإنجليزية]‏.

## رياضة
- 20 أغسطس – طواف كولومبيا 2006 الفائزون Fabio Montenegro  [لغات أخرى]‏، فابيو دوارتي، José Castelblanco [الإنجليزية]‏، ألفارو سييرا، دانيال رينكون، Lotería de Boyacá ‏، Juan Pablo Forero [الإنجليزية]‏.

## وفيات

### يناير
- 24 يناير – كارلوس مارتينيز (مواليد 1965)[1]

### فبراير
- 6 فبراير – فيليكس دياز أورتيغا (مواليد 1931) سياسي فنزويلي.

### يوليو
- 22 يوليو – خوسيه أنطونيو ديلغادو (مواليد 1965) متسلق جبال فنزويلي.[2]